# Xylophion ketus
Xylophion ketus är en stekelart som först beskrevs av Ian D. Gauld 1977.  Xylophion ketus ingår i släktet Xylophion och familjen brokparasitsteklar. Inga underarter finns listade i Catalogue of Life.